# Педологія (ґрунтознавство)
Педоло́гія (дав.-гр. πέδον — ґрунт, дав.-гр. λόγος — слово; наука) — дисципліна в межах ґрунтознавства, яка зосереджена на розумінні та характеристиці ґрунтоутворення, еволюції та теоретичних основ, через які ми розуміємо ґрунтові тіла, часто в контексті довкілля . Педологія часто розглядається як одна з двох основних галузей дослідження ґрунту, іншою є едафологія, яка є традиційно більш агрономічно орієнтованою і фокусується на тому, як властивості ґрунту впливають на рослинні угруповання (природні чи штучні). Під час вивчення фундаментальної феноменології ґрунтів, наприклад, ґрунтоутворення (педогенезу), педологи надають особливого значення спостереженню за морфологією ґрунтів та географічним розподілом ґрунтів, а також розміщенню ґрунтових тіл у великих часових та просторових контекстах. Роблячи це, педологи розробляють системи класифікації ґрунтів, мапи ґрунтів та теорії для характеристики часових та просторових взаємозв'язків ґрунтів. Існують дві важливі піддисципліни педології: педометрія та геоморфологія ґрунту. Педометрія зосереджена на розробленні методів кількісної характеристики ґрунтів, особливо задля мапування властивостей ґрунту, тоді як геоморфологія ґрунту вивчає взаємозв'язок між геоморфними процесами та ґрунтоутворенням.

## Визначні педологи
- Докучаєв Василь Васильович
- Бернар Паліссі